# 野々村吏美
野々村 吏美（ののむら さとみ、1988年8月25日 - ）は、日本のバレリーナ。宮崎県出身。

## 略歴
熊本市生まれ。6歳でクラシックバレエを始め、16歳まで、宮崎のバレエ教室に所属。宮崎市立本郷小学校、本郷中学校を経て、2004年、16歳でロシアボリショイバレエ学校に留学。4年半の留学を経て、2008年卒業。のち一時帰国。
ロシアサンクトペテルブルククラシックバレエシアターオーディションに合格し、団員として、ロシア公演、アメリカツアー、フィンランド公演に参加。
現在、唯一の日本人ダンサー、講師として、地元宮崎、東京で講習会等を開催。2011年4月1日には宮崎市霧島に野々村吏美バレエスクールを開校。

## 主な経歴
宮崎時代
- 1998年 ドンキホーテ、キューピット
- 2000年 眠りの森の美女 オーロラ
- 2002年 白鳥の湖 パドトロワ
- 2002年 オペラ協会 ヘンゼルとグレーテル

モスクワ時代
- 2004年 ロシアボリショイバレエ学校公演（コッペリア 時の踊り、くるみ割り人形 雪の精）
- 2005年 白鳥の湖 1幕 バリエーション
- 2006年 ジゼル ペザント
- 2007年 パキータ バリエーション

サンクトペテルブルク時代
- 2009-2010年 アメリカツアー（4か月）
- 2009年 ニューヨーク、シカゴ、テキサス、コロンブス

各地公演
- くるみ割り人形 （雪の精、中国の踊り、花のワルツ）
- コンテンポラリー作品

2010年 マイアミ、パナマシティー
- ジャズ作品 Rimember When?
- くるみ割り人形

## 著書
コラム連載  バレリーナのように 宮崎日日新聞